# Xã Dorrance, Quận Luzerne, Pennsylvania
Xã Dorrance (tiếng Anh: Dorrance Township) là một xã thuộc quận Luzerne, tiểu bang Pennsylvania, Hoa Kỳ. Năm 2010, dân số của xã này là 2.188 người.